# Carne de caballo

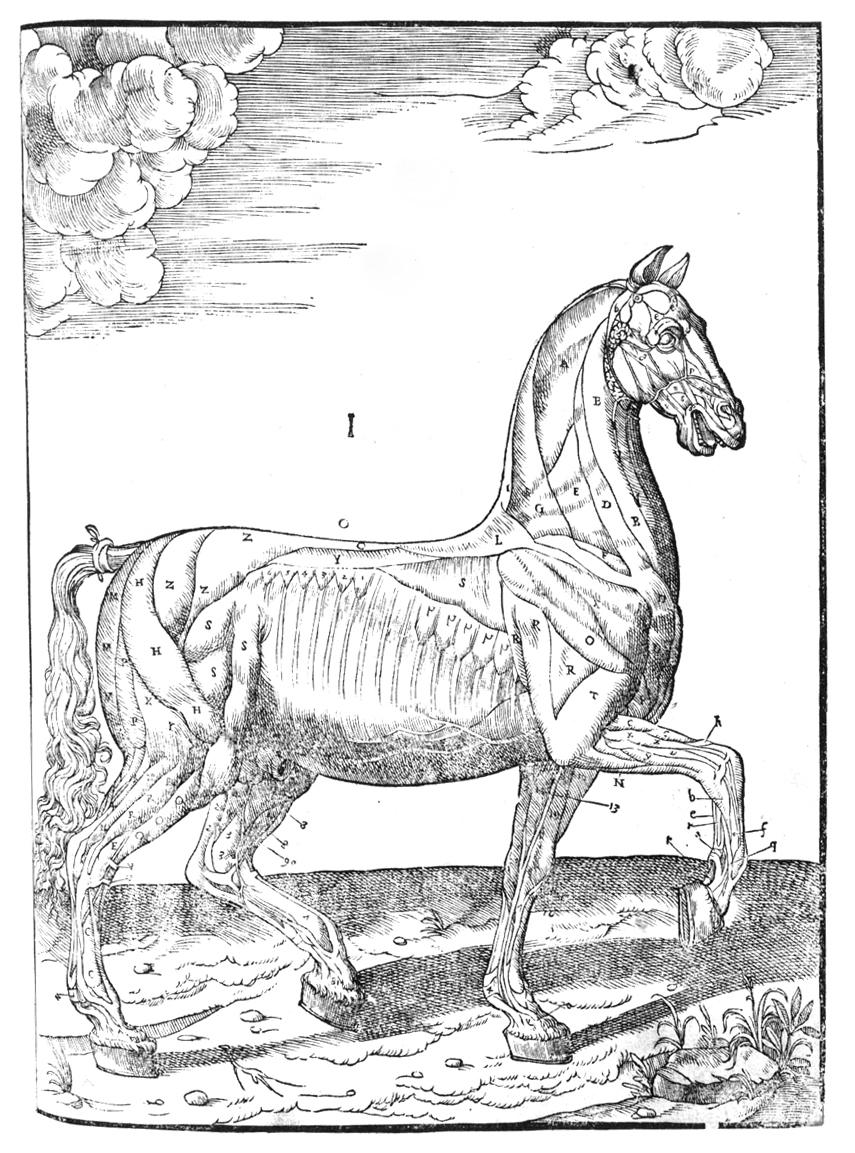
Musculatura del caballo, ilustración de Carlo Ruini.

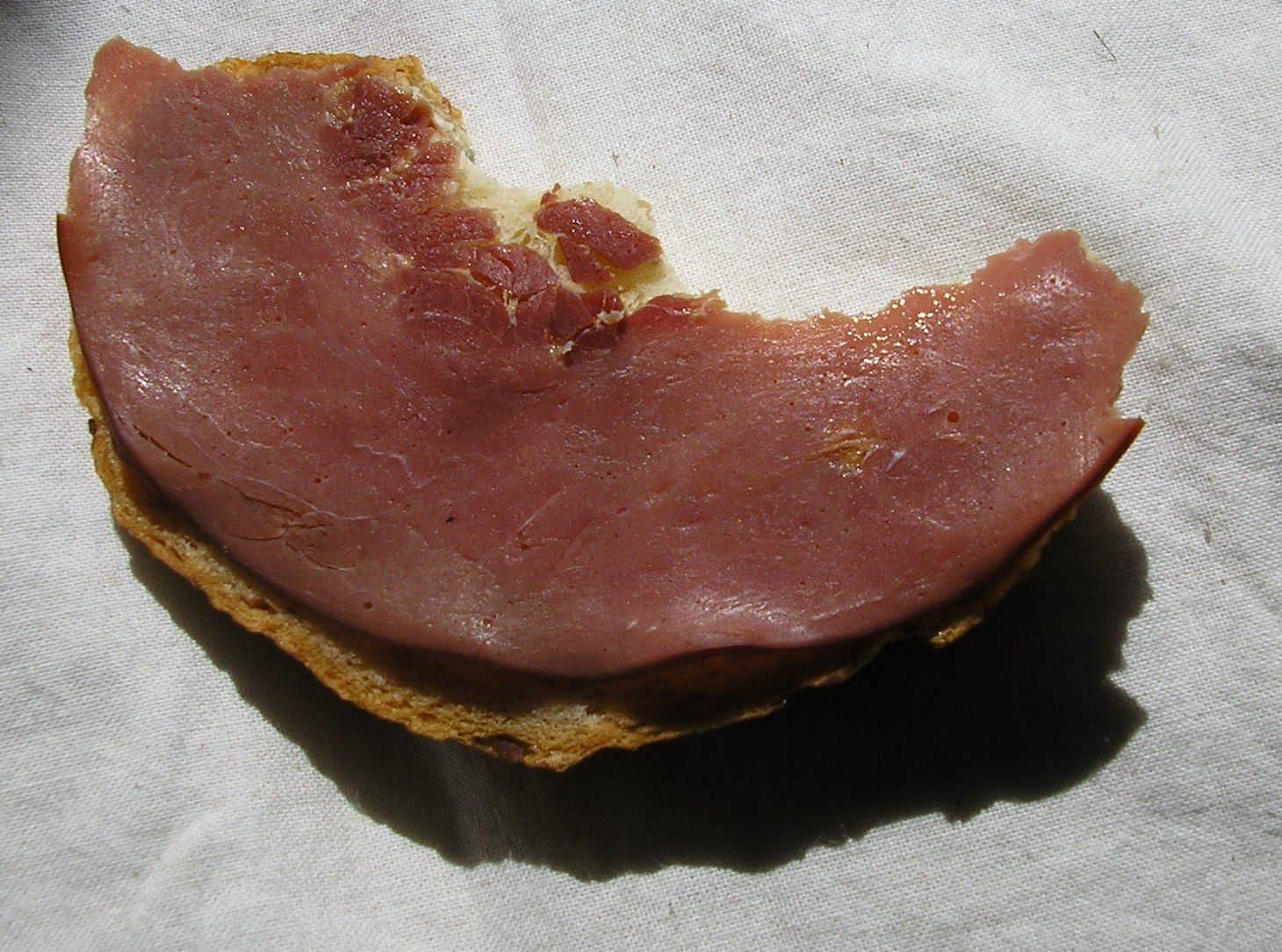
Sándwich elaborado con carne de caballo.

La carne que se obtiene del caballo se consume en Europa desde edades muy antiguas. Se considera más dulce, tierna, nutritiva (por su mayor contenido de proteínas) y baja en grasas que las de cerdo o ternera. En algunas sociedades es un alimento tabú.

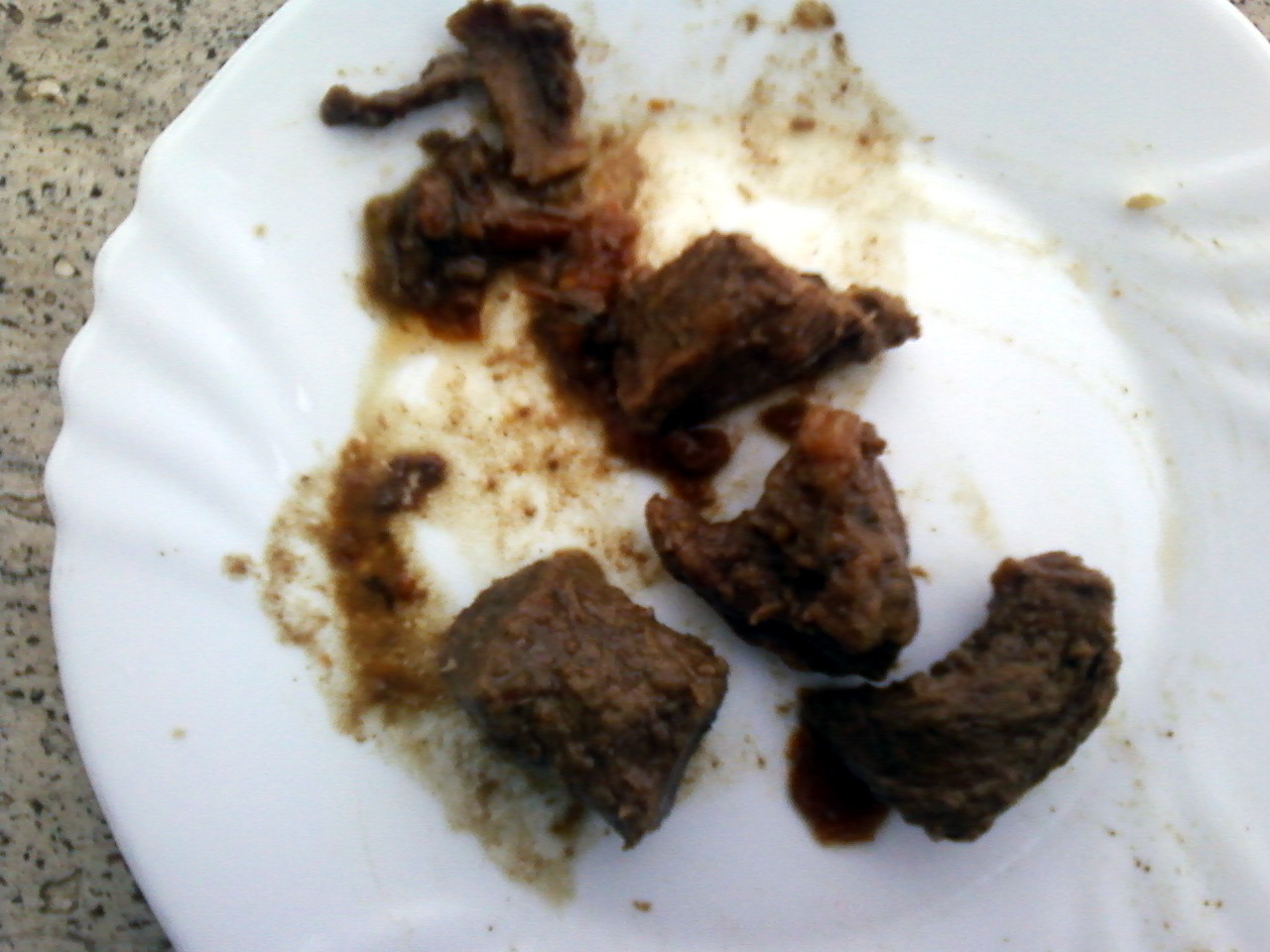
Estofado de caballo

## Historia
En la época temprana del magdaleniense ya se pueden detectar rastros del consumo de esta carne como fuente principal de alimento. En Europa, su consumo está asociado a las adoraciones teutónicas de Odín. Según las historias, el gusto actual por esta carne procede de la batalla de Eylau (1807), cuando el cirujano-jefe del ejército de Napoleón, barón Dominique-Jean Larrey, aconsejó a las tropas hambrientas que comieran la carne de los caballos que habían muerto en el campo de batalla. Los cocineros de campaña emplearon como condimento la pólvora de la artillería, lo que fundó la tradición de este consumo. 
El empleo de la carne de caballo, popular en Europa tras estos acontecimientos, proliferó en la cocina francesa durante el Segundo Imperio Francés: era más barata que la de cerdo o ternera; y por tal razón, en 1864 se abrieron tiendas en Nancy que la ofrecían.

## Producción
El mayor productor de carne de caballo es China, seguido de Kazajistán, México, Rusia y Mongolia.
| Rango | País              | Toneladas |
| ----- | ----------------- | --------- |
| 1     | China continental | 181688    |
| 2     | Kazajistán        | 117459    |
| 3     | México            | 78199     |
| 4     | Rusia             | 52422     |
| 5     | Mongolia          | 41787     |
| 6     | Australia         | 27671     |
| 7     | Kirguistán        | 24739     |
| 8     | Canadá            | 22295     |
| 9     | Brasil            | 21103     |
| 10    | Estados Unidos    | 20329     |
| 11    | Argentina         | 15224     |
| 12    | España            | 11034     |
| 13    | Polonia           | 8800      |
| 14    | Uruguay           | 8590      |
| 15    | Ucrania           | 8400      |
| 16    | Italia            | 7792      |
| 17    | Chile             | 7399      |
| 18    | Senegal           | 6815      |
| 19    | Rumania           | 5763      |
| 20    | Uzbekistán        | 5564      |